# Metadenopsis ceratocarpi
Metadenopsis ceratocarpi är en insektsart som beskrevs av Matesova 1974. Metadenopsis ceratocarpi ingår i släktet Metadenopsis och familjen ullsköldlöss.
Artens utbredningsområde är Kazakstan. Inga underarter finns listade i Catalogue of Life.